# La calle de los sueños
La calle de los sueños es una teleserie juvenil venezolana que fue producida por Laura Visconti Producciones y transmitida por la cadena Venevisión. La telenovela es una producción juvenil enfocada a los adolescentes y sus inquietudes. Fue protagonizada por Marianela González y Daniel Elbittar. 

## Reparto
- Marianela González
- Daniel Elbittar[2]
- María Gabriela Páez[3]
- Juliet Lima
- Eduardo Orozco
- Jorge Villaveces
- Manuel Sosa[4]
- Marisa Román[5]
- Riczabeth Sobalvarro[6]
- Carmen Julia Álvarez
- Juan Manuel Montesinos †
- Laimir Dávila como Cleo[7]
- Diego Rooks[8]
- Alexander Ponte